# 米田良
米田 良（よねだ りょう、1990年1月28日 - ）は、大阪府出身の日本の俳優。日本芸能センター所属。身長165cm、体重52kg。
実年齢よりも若い役をやる場合が多い。

## 出演

### 映画
- ランドセルゆれて（2002年、劇映画）葛西ハジメ 役
- ミスタールーキー（2002年、東宝）大原俊介 役
- 仮免許 練習中（2003年、東映教育映画）室田正志 役
- バーバー吉野（2004年）吉野慶太 役

### テレビドラマ
- ディア・ゴースト（2000年、TBS・毎日放送）木村弘人 役
- 新・ズッコケ三人組（2002年、NHK）主演・八谷良平 役
- 連続テレビ小説「てるてる家族」（2003年、NHK）桑原和人 役
- 水戸黄門（TBS）
  - 1000回記念スペシャル（2003年）米吉 役
  - 第33部 1話（2004年）祐馬 役
- 捜査地図の女 第4話（2012年、テレビ朝日）里中研二 役

### CM
- 宝塚ファミリーランド「スイカ割り篇」（1999年）

### その他
- 天体レポート（2003年、VP）